# Marsupium

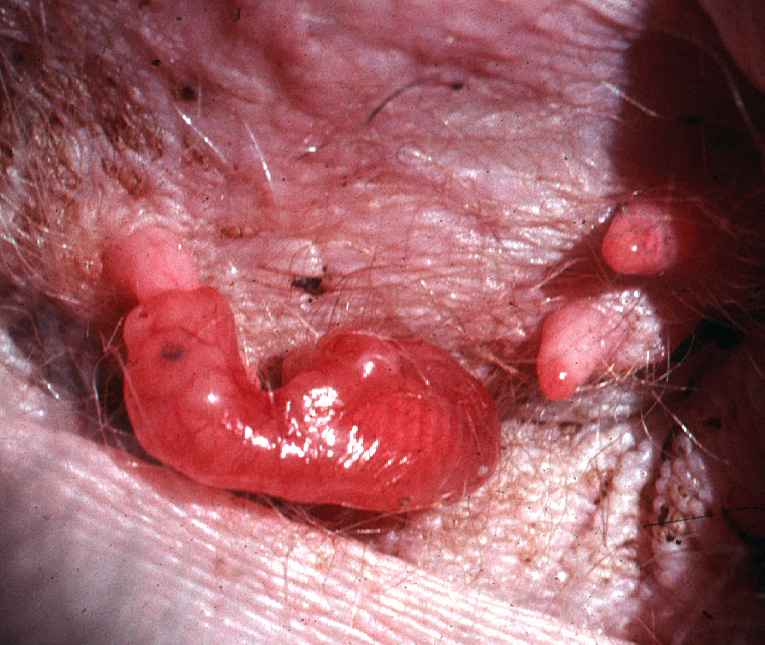
Nowo narodzony kangur w torbie lęgowej.

Marsupium (łac. marsupium – torba) – wgłębienie ciała samic niektórych zwierząt służące do przetrzymywania jaj lub młodych. Występuje u większości torbaczy oraz niektórych bezkręgowców (pancerzowców i czerwców).

## Bezkręgowce
Marsupium bezkręgowców nazywane komorą lub torbą lęgową przyjmuje różne struktury m.in. zbudowane z wyrostków nasad odnóży tułowiowych lub jako wgłębienie sternitu.

## Torbacze
Marsupium torbaczy, nazywane torbą lęgową, utworzone jest z fałdu skóry umieszczonego na brzuchu samicy, osłaniającego gruczoły mlekowe. Od nazwy marsupium pochodzi naukowa nazwa torbaczy – Marsupialia. Torbacze rodzą się słabo rozwinięte, ślepe, nieowłosione, nieprzystosowane do samodzielnego życia. Natychmiast po urodzeniu przedostają się do torby lęgowej, gdzie przytwierdzają się do sutka matki. Pozostają w torbie lęgowej do czasu osiągnięcia stadium umożliwiającego podjęcie samodzielnego życia. Okres ten jest różny u poszczególnych gatunków, może trwać nawet do jednego roku. Najlepiej wykształconą torbę stwierdzono u kangurowatych i wombatowatych.